# Tadeusz Woźniakowski
Tadeusz Woźniakowski (ur. 8 lutego 1931 w Łodzi) – polski piosenkarz, śpiewak operetkowy i kompozytor muzyki rozrywkowej, a także muzyk i aktor. Członek Stowarzyszenia Polskich Artystów Muzyków.
Ukończył szkołę muzyczną w Łodzi oraz Wydział Dyrygentury PWSM we Wrocławiu. 
W latach 1953–1957 prowadził chór Uniwersytetu Wrocławskiego. Od roku 1956 koncertował na estradzie. W latach 1958–1960 był aktorem operetki w łódzkim Teatrze Muzycznym. W latach 1961–1970 stworzył liczne nagrania z Orkiestrą Taneczną Polskiego Radia pod dyr. Edwarda Czernego i Orkiestrą Łódzkiej Rozgłośni PR pod dyr. Henryka Debicha. W latach 1971–1979 aktor i piosenkarz teatru „Syrena” w Warszawie.
Kompozytor licznych piosenek, za które otrzymał wiele nagród na festiwalach i konkursach m.in.:
- I nagroda na Festiwalu Piosenki w Rostocku 1963 za piosenkę „Giovane, Giovane”; za piosenkę „Zawołaj” Nina Urbano otrzymała nagrodę w Agrigento na Sycylii.
- I nagroda na Festiwalu w Zielonej Górze za „Mnie wystarczy Monte Verde” (1969)
- II nagroda na Festiwalu w Zielonej Górze 1968 za „Kiedyś w święto winobrania"
- III nagroda na KFPP w Opolu za „Most zakochanych"
- Nagroda Ministra Kultury i Sztuki (1972) za „W dni wielkie i skończone” i inne.

Nagrody za wykonawstwo: 
- Nagroda Publiczności na festiwalu w Rostocku 1963 i Splicie 1969
- Nagroda Specjalna miasta Burgas na festiwalu w Słonecznym Brzegu 1971.

## Twórczość (wybór)
- Automobil (sł. J.Słowikowski)
- Gdy Ci Serca Brak (sł. R.Sadowski)
- Imieniny, imieniny (sł. Anatol Dołęgowski - 1964)
- Zawołaj (z Henrykiem Debichem, sł. Janusz Słowikowski - 1967)
- Niech pan nie zamyka bramy (sł. Jan Gwóźdź - 1968)
- Kiedyś w święto winobrania (sł. S. Jaśkiewicz - 1968)
- Mnie wystarczy Monte Verde (sł. Zbigniew Biegański - 1969)
- W dni wielkie i skończone (sł. K. Wiśniewska - 1972)
- Lutnia i żołnierz (sł. Leonard Rybicki - 1975)
- Most zakochanych (sł. Janusz Słowikowski)
- Posłuchaj Coś Ci Powiem (sł. K.Żywulska)
- Znów razem (sł. I. Kocyłak)
- Żurawie odlatują (sł. Jerzy Dobrzyniec i Zbigniew Szczęsny) i inne.

## Repertuar (wybór)
- Komu piosenkę (muz. Marek Sart, sł. Karol Kord, 1959)
- Wspomnienie (muz. Marek Sart, sł. Julian Tuwim, 1959))
- Zobaczyłem cię we wtorek (muz. Bogusław Klimczuk, sł. Jan Laskowski, 1960)
- Ty jeszcze nie wiesz (muz. Stefan Rembowski, sł. Jacek Korczakowski, 1961)
- To nie sen (muz. Bogusław Klimczuk, sł. Adam Hosper, 1961)
- Jaskółeczka (muz. Jerzy Wasowski, sł. Tadeusz Urgacz, 1961)
- Wiosną mi bądź (muz. Marek Sart, sł. Jerzy Jurandot, 1961)
- Włóczęga (muz. Romuald Żyliński, sł. Jerzy Miller, 1961)
- Czy pani tańczy twista (z Violettą Villas, muz. Wojciech Piętowski, sł. Andrzej Tylczyński, 1962)
- Olla la mandolina (muz. Marian Radzik, sł. Henryk Gaworski, 1962)
- Najlepszy dzień (muz. Wojciech Piętowski, sł. Andrzej Tylczyński, 1963)
- Giovane, Giovane (muz. P. Donaggio, 1963)
- Liliowy parasol (muz. Marian Radzik, sł. Jadwiga Dumnicka, 1963)
- Selene (muz. Domenico Modugno, 1963)
- Carolina dai (muz. Mario Panzeri, 1963)
- Rudy rydz (muz. Bogusław Klimczuk, sł. Adam Hosper, 1963)
- Przyjaciel wiatr (muz. Zbigniew Ługowski, sł. Witold Skrzypiński, 1963)
- Zginęła mi dziewczyna (muz. Tadeusz Prejzner, sł. Jacek Korczakowski, 1963)
- Raz na ludowo (z Katarzyną Bovery, Marek Sart, sł. Janusz Odrowąż, 1964)
- Ballada bieszczadzka (muz. Marian Radzik, sł. Edward Fiszer, 1964)
- Kupiłem wóz (muz. Marek Sart, 1964)
- Twardy orzech (muz. Jerzy Abratowski, sł. Edward Fiszer, 1964)
- Z gitarą przez ramię (muz. Adam Skorupka, sł. Mirosław Łebkowski, Stanisław Werner, 1964)
- Zimowa herbatka (muz. Ryszard Sielicki, sł. Andrzej Bianusz, 1965)
- Walc maturzystów (muz. Edward Olearczyk, sł. Mirosław Łebkowski, Tadeusz Urgacz, 1967)
- Zawołaj - (muz. Tadeusz Woźniakowski, sł. Janusz Słowikowski, 1967)
- Kiedyś w święto winobrania, (1968)
- Niech pan nie zamyka bramy, (1968)
- Mnie wystarczy Monte Verde, (1969)
- Jagodowa Kaśka, (muz. Tadeusz Kozłowski, sł. Tadeusz Urgacz, 1970)
- Matko moja (muz. P. Majboroda, sł. Wiktor Maksymkin, 1972)

## Odznaczenia (lista niepełna)
- Złoty Medal „Zasłużony Kulturze Gloria Artis” – 2016[2]
- Srebrny Medal „Zasłużony Kulturze Gloria Artis” – 2011[3]
- Odznaka Honorowa „Zasłużony dla Mazowsza” – 2025[4][5]